# Sonate
Pour les articles homonymes, voir Sonatine.
Une sonate est une composition instrumentale de musique classique à plusieurs mouvements (par opposition à la cantate qui est chantée). Il ne faut pas confondre le nom de sonate avec celui de l'une des formes musicales les plus importantes, la forme sonate. Certains mouvements d'une sonate sont, d'ailleurs, souvent écrits en respectant la forme sonate.

## Histoire

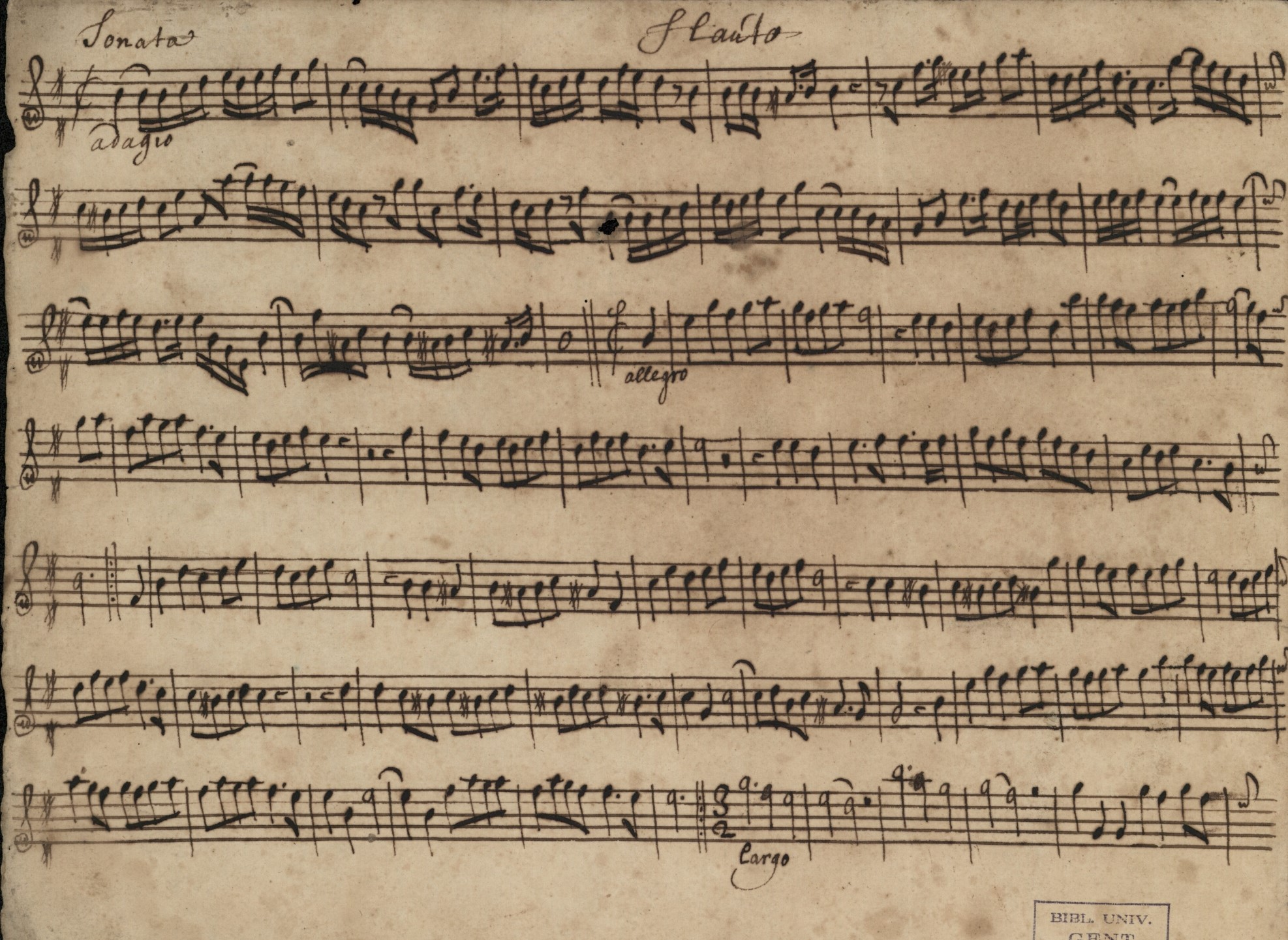
Partition d'une sonate de l'époque baroque.

À l'origine, le mot désigne « une musique qui sonne » (en italien, sonata, suonata). La musique opposée à la sonate était la cantate (de l'italien, cantare = chanter). Les premières sonates sont apparues vers 1580 de Giovanni Croce et Andrea Gabrieli (de ce dernier, la « Sonate a 5 instromenti » de 1586, est aujourd'hui perdue). Dès le début du XVIIe siècle déjà, une grande partie des compositeurs italiens ont adopté et intégré la sonate à leur répertoire. Depuis la fin du XVIIe siècle et jusqu’à nos jours, de très nombreux compositeurs ont écrit d'innombrables sonates pour tous les instruments imaginables de leur époque.
La sonate s'est élaborée de façon progressive : au début, elle se distingue peu d'autres genres, tels que la partita, la canzone ou la suite. Elle possède cependant deux variantes : la « sonata da chiesa » ou sonate d'église et la « sonata da camera » ou sonate de chambre. 
C'est à l'époque de Corelli que la « forme sonate » se fixe : son succès se déroule simultanément au déclin de la suite. Plus tard, adaptée à l'orchestre et prenant de plus grandes proportions, elle donne naissance à la symphonie, qui est donc en quelque sorte une sonate pour orchestre.

## Aspects de la sonate
La sonate peut être composée pour un ou plusieurs instruments.
- Sonate solo, pour instrument seul : piano, clavecin, violon, viole de gambe, orgue…
- Sonate en duo, ou duo, généralement pour instruments à cordes ou à vent.
- Sonate en trio, ou à 4, 5 ou plusieurs voix.
- Sonatine : petite sonate.
- Sinfonia : sonate pour orchestre.
- Concerto : sonate pour un ou plusieurs instruments solistes et orchestre.

## Époque baroque
La sonata da chiesa est une sonate religieuse. Elle a généralement quatre mouvements : grave, vite, lent, vite.
La sonata da camera est une sonate profane. Elle se compose généralement d'un prélude suivi de plusieurs mouvements de danse : c'est donc, en fait, une suite. Par exemple chez Torelli, une dénomination intéressante  : Intrada, Ballo : Allemandes , Ballos : Gavottes. En France citons la Sonate pour 2 flûtes allemandes, 2 dessus de violon, une basse de viole, une basse de violon à 5 cordes, un clavecin et un théorbe, H.548, composée par Marc-Antoine Charpentier.
Au XVIIIe siècle, le terme « sonate » n'est pas univoque et ne recouvre pas l'acception actuelle : les 555 sonates de Domenico Scarlatti ne comportent qu'un seul mouvement (articulé en deux parties avec reprises : A-A-B-B). D'autres musiciens composent des sonates en un mouvement : Soler, Seixas, della Ciaja, Arne, Paradisi, etc.
Les introductions des cantates sont de courtes sonates. Parfois seulement quelques mesures, mais dans les grandes cantates de Bach on trouve des introductions nommées sinfonia, souvent avec un ou deux instruments solistes.
Il existe également des sonates pour plusieurs instruments à cordes, par exemple Jean-Joseph Cassanéa de Mondonville compose 6 Sonates en symphonie op.3.

## Du style galant au romantisme
Après 1731 on constate la disparition des deux types au profit d'un seul type de sonate. Le plan est souvent : allegro, adagio, menuet, rondo, ou bien : allegro, andante, rondo.
À partir de Beethoven, le menuet est souvent remplacé par un scherzo.
Dans la sonate classique et romantique, on trouve souvent trois mouvements : mouvement rapide, mouvement lent, mouvement rapide appelé « finale ».

## Sonates pour instrument seul

### Violon
- Arcangelo Corelli: 12 sonates pour violon et basse continue, op. 5.
- Antonio Vivaldi : Sonates pour violon et basse continue, 12 op. 2 et 4 op. 5 ; et 12 sonates du « manuscript de Manchester » sans n° d'opus.
- Bach : Sonates et Partitas, BWV 1001 à 1006.
- Giuseppe Tartini : sonate en sol mineur dite « Le trille du diable ».
- Ysaÿe : six sonates, op. 27.
- Francesco Maria Veracini : 3 recueils de 12 sonates pour violon soliste et b.c.
- Jean-Marie Leclair : 48 Sonates
- Jean-Féry Rebel : 12 Sonates
- Jean-Baptiste Quentin: Sonates à 4 parties
- Louis-Gabriel Guillemain : Sonates en quatuor
- Jean-Joseph Cassanéa de Mondonville : 6 Sonates pour violon et la basse continue op.1

### Violoncelle
- Antonio Vivaldi : 10 sonates pour violoncelle et basse continue (une perdue).
- Luigi Boccherini : sonates pour deux violoncelles et pour violoncelle et piano.
- Jean Barrière : 4 Livres de Sonates

### Clarinette
- Johannes Brahms - sonate pour clarinette n°1 et sonate pour clarinette n°2, Op. 120 (les deux en 1894), qui peuvent également être jouées par un alto

### Clavecin
- Domenico Scarlatti : 555 sonates (en un mouvement de forme binaire, en deux parties).

### Piano
- Joseph Haydn : 62 sonates (les premières pour clavecin).
- Mozart : 18 sonates.
- Muzio Clementi : 110 sonates.
- Beethoven : 32 sonates, dont les plus connues portent des surnoms comme la Pathétique (no 8), le Clair de Lune (no 14), la Pastorale (no 15), la Tempête (no 17), la Waldstein (no 21), l'Appassionata (no 23), les Adieux (no 26), Hammerklavier (no 29). Les dernières sonates, op. 109, 110 et surtout l'op. 111, figurent parmi les références du genre.
- Schubert : 19 sonates.
- Chopin : 3 sonates.
- Liszt : une seule sonate, la Sonate en si mineur.
- Brahms : 3 sonates.
- Sergueï Rachmaninov : 2 sonates.
- Sergueï Prokofiev : 9 sonates.

Et bien d'autres compositeurs : Domenico Cimarosa, Alban Berg, Alkan, Field, Giovanni Antonio Pandolfi Mealli…
Voir aussi : Sonate pour piano (homonymie) 

### Orgue
- Jean-Sébastien Bach : 6 sonates en trio, BWV 525 à 530.
- Carl Philipp Emanuel Bach : 6 sonates.
- Bernardo Pasquini : Sonates.
- Giovanni Battista Martini : nombreuses sonates.
- Padre Antonio Soler : 120 sonates.
- Jacques-Nicolas Lemmens : 3 sonates.
- Felix Mendelssohn : 6 sonates, op. 65.
- Edward Elgar : Sonate en sol majeur, op. 8.
- Edgar Tinel : Sonate en sol mineur, op. 29.
- Julius Reubke : Sonate en ut mineur sur le psaume 94.
- Alexandre Guilmant : 8 sonates.
- Josef Rheinberger : 20 sonates.
- Max Reger : 2 sonates.
- Alphonse Mailly : Sonate, op. 1.
- Darius Milhaud : Sonate, op. 112.
- Claude Ballif : 4 sonates, op. 14.
- Jean-Pierre Leguay : 2 sonates.

### Harpe
- François-Joseph Naderman : sept Sonates progressives

### Flûte
- Jean-Sébastien Bach : Partita pour flûte seule (ou sonate) BWV 1013
- Carl Philipp Emanuel Bach : sonate WQ 132 H 562
- Jean-Marie Leclair : 9 Sonates

### Guitare
- Fernando Sor : Sonate op. 15 b, grande sonate op. 22 et grande sonate op. 25
- Mauro Giuliani : sonate en do majeur, op. 15, 3 sonatines, op. 71, 3 sonates op. 96
- Niccolò Paganini : Grande sonate en la majeur (1805) (arrangement pour guitare seule de la grande sonate concertante en la majeur pour violon et guitare)
- Manuel M. Ponce : Sonata Mexicana (1925), sonata III (1927), sonata clásica (1928), sonata romàntica (1928), sonatina meridional (1932)
- Cyril Scott : Sonatina pour guitare (1927), (sur une commande d’Andrés Segovia)
- Joaquín Turina : Sonate en ré mineur, op. 61 (1932)
- Antonio José : Sonate pour guitare (1933)
- Alberto Ginastera : Sonate pour guitare, op. 47 (1976)
- Hans Werner Henze : Sonatas on Shakespearian characters : Royal Winter Music, first sonata (1976), second sonata (1978)
- Edison Denisov : Sonate pour guitare (1981)
- Michael Tippett : The Blue Guitar (1983)
- Dušan Bogdanović : Sonata No.1 (1978), sonata No.2 (1985), jazz sonatina (1993), sonata No.3 (2010), sonata No.4
- Roland Dyens : Libra sonatine (1986)
- Peter Maxwell Davies : Sonata for Guitar solo (1987)
- Leo Brouwer : Sonate pour guitare (1991)

## Quelques sonates à écouter
À travers les époques, selon l'ordre chronologique :
Baroque
- 24 sonates à trois da chiesa, op. 1 et 3 et 24 sonates à trois da camera, op. 2 et 4, pour deux violons et basse continue, de Corelli
- 12 sonates à trois da chiesa, op. 1 et 6 sonates à trois da camera, op. 8, pour deux violons et basse continue, de Albinoni
- Sonates à trois pour deux violons et basse continue, 12 op. 1 et 2 op. 5, de Vivaldi
- 555 sonates pour clavier de Domenico Scarlatti
- Sonates pour violon et clavecin, sonates en trio pour orgue de Bach
- Sonates en trio, pour deux violons (ou deux flûtes traversières) et basse continue, op. 5 nos 1–6, de Pietro Locatelli (1736)

Classique
- Sonates pour piano, op. 1 de Johann Gottfried Eckard (1763)
- Sonate pour piano no 50 en ré majeur, de Joseph Haydn (1780)
- Sonates pour piano – et sonates pour piano et violon, de Mozart
- Sonate pour piano en mi majeur, de Joseph Martin Kraus (après 1787)
- Sonate pour piano, op. 40 n. 2 en si mineur, de Muzio Clementi (1802)

Romantique
- Sonate arpeggione, de Schubert (1824)
- 32 sonates pour piano, 10 sonates pour violon et piano, 5 sonates pour violoncelle et piano, sonate pour cor et piano, de Beethoven
- Sonate pour piano no 2 en si-bémol mineur, op. 35 – avec « Marche Funèbre », de Chopin (1837–39)
- Sonate pour piano en si mineur, de Franz Liszt (1853)
- 3 Sonates pour violon et piano, de Johannes Brahms
- Sonate pour violoncelle et piano en mi mineur no 1, op. 38, de Johannes Brahms (1865)
- Sonate pour violon et piano en la majeur, de César Franck (1886)
- Sonate pour violoncelle et piano de Rachmaninov (1901)
- Sonata Eroica pour orgue de Joseph Jongen

Moderne
- 10 Sonates pour piano, de Alexandre Scriabine
- Sonate pour piano, op. 1, d'Alban Berg (1907–08)
- Sonate pour piano no 2 « Concord », de Charles Ives (1920)
- Sonate pour violon et piano no 2 en sol majeur, de Maurice Ravel (1927)
- 3 Sonates pour piano, de Paul Hindemith (1936)
- Sonate pour piano no 7 op. 83, de Sergeï Prokofiev (1942)
- Sonate pour piano no 2 de Pierre Boulez (1950)
- Sonate pour flûte et piano, de Francis Poulenc (1957)
- Sonate pour trompette chromatique et piano, de Jean Hubeau
- Sonate pour alto et piano, op. 147, de Dmitri Chostakovitch (1975)

## Différence entre le genre sonate et la forme sonate
Le mot sonate désigne également une forme musicale particulière — plus précisément appelée forme sonate — essentiellement utilisée aux XVIIIe et XIXe siècles.

### Thèses
- (en) Cathryn Dew, Passion and Persuasion, The art of rhetoric and the performance of early seventeenth-century solo sonatas (thèse de doctorat), University of York, 1999, 372 p. (OCLC 59432774) [volume 1], [volume 2] [PDF]